# Condado de Bond
El condado de Bond es un condado estadounidense, situado en el estado de Illinois. Según el censo de los Estados Unidos del 2000, la población es de 17 633 habitantes. La cabecera del condado es Greenville.

## Geografía
Según la Oficina del Censo de los Estados Unidos, el condado tiene un área total de 991 km² (383 millas cuadradas). De ésta 985 km² (380 mi²) son de tierra y 6 km² (2 mi²) son de agua.

### Colindancias
- Condado de Montgomery - norte
- Condado de Fayette - este
- Condado de Clinton - sur
- Condado de Madison - oeste

## Historia
El condado de Bond se separó del condado de Madison en 1817. Su nombre es en honor del primer gobernador de Illinois, Shadrach Bond.

## Demografía

Pirámide de edad según el censo del año 2000.

Según el censo del año 2000, hay 17 633 personas, 6155 cabezas de familia, y 4345 familias que residen en el condado. La densidad de población es de 7 hab/km² (18 hab/mi²). La densidad de población es de 11 hab/km² (29 hab/mi²). La composición etno-racial tiene:
- 89.31 % Blancos (No hispanos)
- 7.41 % Afroamericanos (No hispanos)
- 0.46 % Nativos Americanos (No hispanos)
- 0.26 % Asiáticos (No hispanos)
- 0.72 % Mestizos (No hispanos)
- 0.05 % Isleños del Pacífico (No hispanos)
- 0.37 % Otras razas (No hispanos)
- 1.43 % Hispanos (Todos los tipos)

Hay 6155 cabezas de familia, de los cuales el 32.10 % tienen menores de 18 años viviendo con ellos, el 59.10 % son parejas casadas viviendo juntas, el 8.10 % son mujeres que forman una familia monoparental (sin cónyuge), y 29.40 % no son familias. El tamaño promedio de una familia es de 2.97 miembros.
En el condado el 21.90 % de la población tiene menos de 18 años, el 11.60 % tiene de 18 a 24 años, el 29.40 % tiene de 25 a 44, el 22.40 % de 45 a 64, y el 14.70 % son mayores de 65 años. La edad media es de 37 años. Por cada 100 mujeres hay 116.3 hombres. Por cada 100 mujeres mayores de 18 años hay 119.6 hombres.
Tabla de la evolución demográfica:
|       | 1900   | 1910   | 1920   | 1930   | 1940   | 1950   | 1960   | 1970   | 1980   | 1990   | 2000   |
| ----- | ------ | ------ | ------ | ------ | ------ | ------ | ------ | ------ | ------ | ------ | ------ |
| TOTAL | 16 078 | 17 075 | 16 045 | 14 406 | 14 540 | 14 157 | 14 060 | 14 012 | 16 224 | 14 991 | 17 633 |

## Economía
Los ingresos medios de un cabeza de familia el condado es de 37 680 $ y el ingreso medio familiar es 45 413 $. Los hombres tienen unos ingresos medios de 31 849 $ frente a 21 295 $ de las mujeres. El ingreso per cápita del condado es de 17 947 $. El 9.30 % de la población y el 6.70 % de las familias están debajo de la línea de pobreza. Del total de gente en esta situación, 10.70 % tienen menos de 18 y el 8.60 % tienen 65 años o más.

## Ciudades y pueblos
| - Ayers - Donnellson - Greenville - Keyesport - Mulberry Grove | - Beaver Creek - Bunje - Old Ripley - Panama - Pierron | - Dudleyville - Durley - Pocahontas - Smithboro - Sorento | - Gilmore - Hamburg - Hookdale - Paisley Corners - Pleasant Mound | - Reno - Stubblefield - Tamalco - Woburn |